# Лецпері
Лецпері (груз. ლეწფერი) — село в Грузії.
За даними перепису населення 2014 року в селі проживає 88 осіб.